# Arusha (district de Tanzanie)
Pour les articles homonymes, voir Arusha (homonymie).

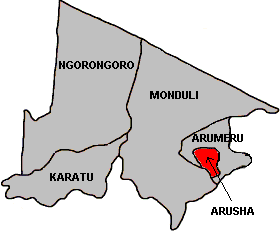
District d'Arusha dans la région d'Arusha

Arusha est l'un des cinq districts de la région d'Arusha en Tanzanie. La ville d'Arusha, située dans ce district est le chef-lieu de la région.
Selon le recensement national de 2002, la population du district est de 282 712 habitants.

## Sub-divisions
Le district d'Arusha est découpé en 17 sub-divisions
- Baraa
- Elerai
- Engutoto
- Daraja Mbili
- Kaloleni
- Kati
- Kimandolu
- Lemara
- Levolosi
- Oloirien
- Ngarenaro
- Sekei
- Sokoni
- Sombetini
- Themi
- Unga L.T.D.